# Powiat Ebersberg
Powiat Ebersberg (niem. Landkreis Ebersberg) – powiat w Niemczech, w kraju związkowym Bawaria, w rejencji Górna Bawaria, w regionie Monachium.
Siedzibą powiatu Ebersberg jest miasto Ebersberg.

## Podział administracyjny
W skład powiatu Ebersberg wchodzą:
- dwie gminy miejskie (Stadt)
- trzy gminy targowe (Markt)
- 16 gmin wiejskich (Gemeinde)
- dwie wspólnoty administracyjne (Verwaltungsgemeinschaft)
- trzy obszary wolne administracyjnie (gemeindefreies Gebiet)

Miasta:
| Lp. | Nazwa miasta        | Ludność (31.12.2011) | Powierzchnia km² |
| --- | ------------------- | -------------------- | ---------------- |
| 1   | Ebersberg           | 11.458               | 40,84            |
| 2   | Grafing bei München | 12.940               | 29,57            |

Gminy targowe:
| Lp. | Nazwa gminy targowej | Ludność (31.12.2011) | Powierzchnia km² |
| --- | -------------------- | -------------------- | ---------------- |
| 1   | Glonn                | 4.455                | 30,24            |
| 2   | Kirchseeon           | 9.833                | 17,91            |
| 3   | Markt Schwaben       | 12.122               | 10,87            |

Gminy wiejskie:
| Lp. | Nazwa gminy      | Ludność (31.12.2011) | Powierzchnia km² |
| --- | ---------------- | -------------------- | ---------------- |
| 1   | Anzing           | 3.637                | 16,19            |
| 2   | Aßling           | 4.293                | 31,38            |
| 3   | Baiern           | 1.475                | 19,96            |
| 4   | Bruck            | 1.164                | 21,60            |
| 5   | Egmating         | 2.142                | 19,16            |
| 6   | Emmering         | 1.432                | 17,22            |
| 7   | Forstinning      | 3.526                | 12,26            |
| 8   | Frauenneuharting | 1.483                | 22,68            |
| 9   | Hohenlinden      | 2.883                | 17,32            |
| 10  | Moosach          | 1.470                | 18,21            |
| 11  | Oberpframmern    | 2.223                | 18,47            |
| 12  | Pliening         | 5.211                | 22,80            |
| 13  | Poing            | 13.905               | 12,89            |
| 14  | Steinhöring      | 3.877                | 36,29            |
| 15  | Vaterstetten     | 22.292               | 34,18            |
| 16  | Zorneding        | 8.997                | 23,77            |

Wspólnoty administracyjne:
| Lp. | Nazwa wspólnoty administracyjnej | Ludność (31.12.2011) | Powierzchnia km² | Liczba gmin |
| --- | -------------------------------- | -------------------- | ---------------- | ----------- |
| 1   | Aßling                           | 7.208                | 71,29            | 3           |
| 2   | Glonn                            | 12.929               | 127,65           | 6           |

Obszary wolne administracyjnie:
| Lp. | Nazwa obszaru      | Ludność (31.12.2011) | Powierzchnia km² |
| --- | ------------------ | -------------------- | ---------------- |
| 1   | Anzinger Forst     | niezamieszkany       | 31,03            |
| 2   | Ebersberger Forst  | niezamieszkany       | 17,82            |
| 3   | Eglhartinger Forst | niezamieszkany       | 26,76            |

## Polityka

### Kreistag
|                          |                                  | 2002    | 2002    | 2002    | 2008    | 2008    | 2008    |
| miejsca                  | %                                | głosy   | miejsca | %       | głosy   |         |         |
| ------------------------ | -------------------------------- | ------- | ------- | ------- | ------- | ------- | ------- |
|                          | CSU                              | 36      | 49,6%   | 30 778  | 34      | 47,5%   | 27 436  |
|                          | SPD                              | 18      | 25,5%   | 15 847  | 15      | 21,9%   | 12 665  |
|                          | Zieloni                          | 5       | 7,4%    | 4 603   | 8       | 11,3%   | 6 536   |
|                          | Freie Wähler                     | –       | –       | –       | 11      | 15,7%   | 9 057   |
|                          | FWG                              | 8       | 12,1%   | 7 495   | –       | –       | –       |
|                          | ödp/Chrześcijanie dla środowiska | 1       | 2,6%    | 1 587   | –       | –       | –       |
|                          | FDP                              | 2       | 2,9%    | 1 776   | 2       | 3,6%    | 2 083   |
|                          |                                  | 70      | 100%    | 62 086  | 70      | 100%    | 57 777  |
| uprawnieni do głosowania | uprawnieni do głosowania         | 118 666 | 118 666 | 118 666 | 123 019 | 123 019 | 123 019 |
| głosy ważne              | głosy ważne                      | 62 086  | 62 086  | 62 086  | 57 777  | 57 777  | 57 777  |
| głosy nieważne           | głosy nieważne                   | 2 726   | 2 726   | 2 726   | 3 009   | 3 009   | 3 009   |
| frekwencja               | frekwencja                       | 54,6%   | 54,6%   | 54,6%   | 49,4%   | 49,4%   | 49,4%   |